# Honky Tonk Heroes
Albums de Waylon Jennings
Lonesome, On'ry and Mean
(1973) This Time
(1974)
Honky Tonk Heroes est un album de Waylon Jennings, sorti en 1973.

## L'album
Il atteint la 14e place du Billboard country, la 185e du Billboard 200 et fait partie des 1001 albums qu'il faut avoir écoutés dans sa vie.

### Titres
Tous les titres sont de Billy Joe Shaver, sauf mentions.

#### Face A
1. Honky Tonk Heroes (3:36)
2. Old Five and Dimers Like Me (3:06)
3. Willy the Wandering Gypsy and Me (3:03)
4. Low Down Freedom (2:21)
5. Omaha (Shaver, Hillman Hall) (2:38)

#### Face B
1. You Ask Me To (Shaver, Waylon Jennings) (2:31)
2. Ride Me Down Easy (2:38)
3. Ain't No God in Mexico (2:00)
4. Black Rose (2:29)
5. We Had It All (Troy Seals, Donnie Fritts) (2:44)